# Sân bay Penza

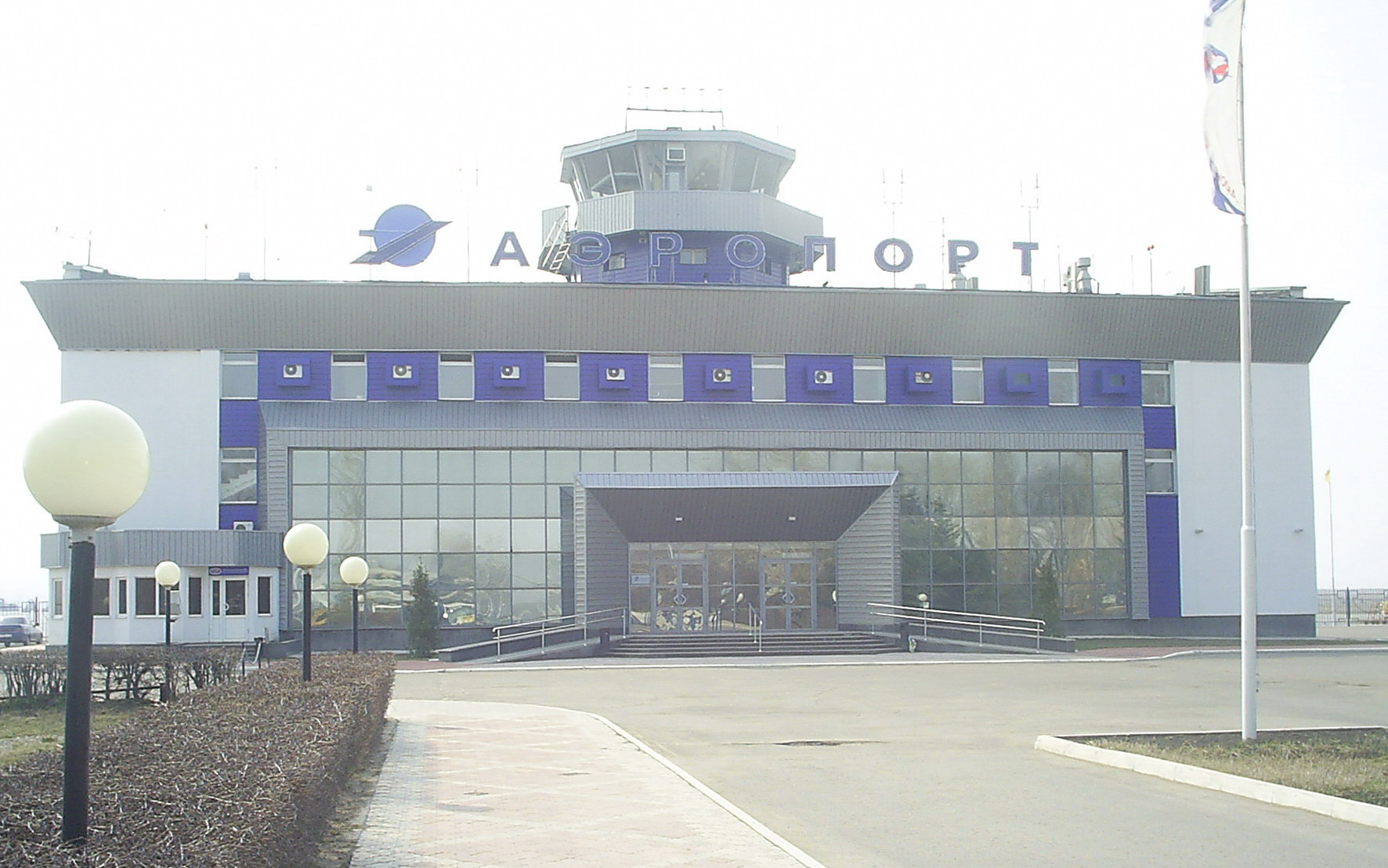
Sân bay Penza

Sân bay Penza (IATA: PEZ, ICAO: UWPP) (cũng gọi là Nam Penza) là một sân bay nhỏ ở tỉnh Penza, Nga, 10 km về phía nam của thành phố Penza. Sân bay dân sự này có đường băng dài 2.100 m với khu đỗ hạn chế.

## Các hãng hàng không và các điểm đến
- Bugulma Air Enterprise (Moskva-Domodedovo)
- Saratov Airlines (Sankt Peterburg, Saratov)